# Paul Pollan
Paul Pollan (* 12. Januar 1887 in Triest; † 14. März 1971) war Präsidialchef des österreichischen Bundesministeriums für Justiz in der Zeit des Ständestaates.

## Leben
Pollan studierte Rechtswissenschaft an der Universität Wien und wurde im März 1914 Richter. Im Jahr 1924 heiratete er Stephanie Fras-Wilda, die Nichte des Malers Charles Wilda. In der Zeit des Ständestaates diente er als Präsidialchef der Minister Kurt Schuschnigg und Robert Winterstein und war maßgeblich an der Verfolgung illegaler Nationalsozialisten beteiligt. Nach der Machtergreifung der Nationalsozialisten wurde Pollan als Vizepräsident des Oberlandesgerichts Linz in den Gau Oberdonau strafversetzt. Nach Kriegsende musste Pollan seine Stellung als Vizepräsident des Oberlandesgerichts aufgeben. Untersuchungen der österreichischen Justiz, die aufgrund seiner Stellung gegen ihn aufgenommen worden waren, ergaben jedoch, dass er während seiner gesamten Amtszeit „schweren Angriffen von nationalsozialistischer Seite ausgesetzt war“ und „seine Stellung niemals missbraucht hatte.“ Paul Pollan war der Vater des Weltbank-Direktors Hans Pollan, des Steuerberaters und Wirtschaftsprüfers Paul Pollan und Großvater des Autors Thomas Pollan.